# 대구달서소방서
대구달서소방서(大邱達西消防署, Daegu Dalseo Fire station)는 대구광역시 달서구 일부지역을 관할하는 대구광역시 소방안전본부 산하의 소방서이다.
소방서장은 소방정으로 보한다.

## 연혁
- 1991년 5월 30일: 대구달서소방서 개서
- 1997년 3월 4일: 대구달성소방서 분리
- 1997년 12월 29일  : 도원파출소 개소
- 2002년 8월 13일  :구조구급과 신설
- 2002년 8월 31일:다사파출소 개소
- 2007년 1월08일:파출소→119안전센터, 출장소→119지역대로 명칭변경
- 2013년 12월 23일:119구급대 창설
- 2015년 7월 21일:대구강서소방서 분리
- 2016년 1월 13일: 송현119안전센터 개소(재건축)
- 2016년 12월 28일:본리119안전센터 개소(재건축)
- 2018년 7월 1일: 현장지휘단 시설
- 2018년 7월 1일: 특별조사팀 신설

## 조직
| - 소방행정과 - 행정안전팀 - 예산장비팀 | - 예방안전과 - 예방홍보팀 - 시설지도팀 | - 대응구조과 - 대응관리팀 - 구조구급팀 - 지휘조사팀 |

## 관할센터 및 관할구역
대구달서소방서는 4개의 119안전센터와 1개의 구조대를 산하에 두고 있다.
| 명칭                     | 사진 | 주소                | 관할구역                         | 지역대 |
| ------------------------ | ---- | ------------------- | -------------------------------- | ------ |
| 월성119안전센터          |      | 달서구 학산로 75    | 달서구 월성1·2동 일부, 본동      |        |
| 송현119안전센터          |      | 달서구 월배로 262   | 달서구 송현1·2동, 상인1·2·3동    |        |
| 본리119안전센터          |      | 달서구 대명천로 134 | 달서구 본리동, 성당동, 두류1·2동 |        |
| 도원119안전센터          |      | 달서구 도원로 8     | 달서구 도원동, 진천동            |        |
| 대구달서소방서 119구조대 |      | 달서구 학산로 75    | 대구광역시 달서구 일부           |        |

## 사건사고
- 대구 상인동 가스 폭발 사고

## 같이 보기
- 대한민국 소방청
- 대한민국의 소방
- 소방관 계급